# Ville-Marie (Montreal)
‎
Ville-Marie é um bairro (arrondissement) no centro de Montreal, Quebec. O bairro tem o nome de Fort Ville-Marie, o assentamento francês que mais tarde se tornaria Montreal (agora Velha Montreal), que estava localizado no atual bairro. Velha Montreal é um sítio histórico nacional do Canadá.
O bairro compreende todo o centro de Montreal, incluindo Quartier des spectacles; Old Montreal e o antigo porto; a área Centro-Sul; a maior parte do Mount Royal Park, bem como a Ilha de Santa Helena e a Île Notre-Dame.
Em 2016, tinha uma população de 89.170 habitantes e uma área de 16,5 quilômetros quadrados.